# Héctor Noesí
Héctor Noesí (nacido el 26 de enero de 1987 en Esperanza) es un lanzador dominicano que actualmente es un agente libre.
Noesí firmó con los Yankees como agente libre internacional en 2004. Hizo su debut profesional en 2006 con los Gulf Coast League Yankees. Fue asignado a Clase-A con Charleston RiverDogs en 2007, pero se lesionó, necesitando una cirugía Tommy John.
Saludable en el 2009, Noesí lanzó bien en Charleston y en Clase-A avanzada con Tampa Yankees. Después de la temporada 2009, Noesí fue añadido al roster de 40 jugadores para protegerlo de la Regla 5.
Noesí comenzó el 2010 con Tampa Yankees, pero fue promovido a Doble-A con Trenton Thunder, donde fue nombrado Lanzador de la Semana de la Eastern League que terminó el 6 de junio de 2010, y en Triple-A para Scranton/Wilkes-Barre Yankees. Noesí participó en el Juego de Futuras Estrellas de 2010.
El 13 de abril de 2011, Noesí fue llamado a las Grandes Ligas por primera vez en su carrera, en sustitución del relevista Luis Ayala, a quien los Yankees pusieron en la lista de lesionados. Noesí fue enviado a Triple-A el 22 de abril sin haber hecho su debut en las mayores.
Noesí hizo su debut en Grandes Ligas el 18 de mayo de 2011, lanzando cuatro entradas como relevista sin permitir anotaciones y obteniendo la victoria en un juego de entradas extras contra los Orioles de Baltimore. Abrió su primer juego de Grandes Ligas el 21 de septiembre de 2011.
Durante la temporada baja 2011-12, los Yanquis canjearon a Noesí a los Marineros de Seattle con Jesús Montero por Michael Pineda y el lanzador de ligas menores José Campos. En la temporada 2019 el 22 de enero Los Marlins firmaron a noesi con un contrato de liga menor y compraron su contrato y lo asignaron a triple A de New orleans zephrys pero eligió la agencia libre el 17 de octubre de 2019.El 10 de diciembre de 2019 los Piratas de pittsburgh lo firmaron con un contrato de liga menor.noesi decidió no participar en la temporada 2020 y se convirtió en agente libre el 2 de noviembre.